# Clichy-sous-Bois
Clichy-sous-Bois je město ve východní části metropolitní oblasti Paříže ve Francii v departmentu Seine-Saint-Denis a regionu Île-de-France. Má 28 000 obyvatel. Od centra Paříže je vzdálené 15,8 km.
Město patří k východním předměstím hlavního města Paříže, je zde vysoká nezaměstnanost, kriminalita a žije zde velké množství přistěhovalců.

## Geografie
Sousední obce: Livry-Gargan, Le Raincy, Gagny, Montfermeil, Coubron.

## Nepokoje v roce 2005
Na podzim roku 2005 zde vypukly pouliční nepokoje, které musely být řešeny zavedením zákazu nočního vycházení. Ukázalo se, že integrace menšin, převážně z afrických a arabských zemí nefunguje jak se předpokládalo.

## Vývoj počtu obyvatel
Počet obyvatel

## Slavní obyvatelé města
- Albert Uderzo (1927–2020), ilustrátor
- Sylvie Vartan (* 1944), zpěvačka
- Roberto Alagna (* 1963), tenorista